# Mariä Himmelfahrt (Bachhagel)

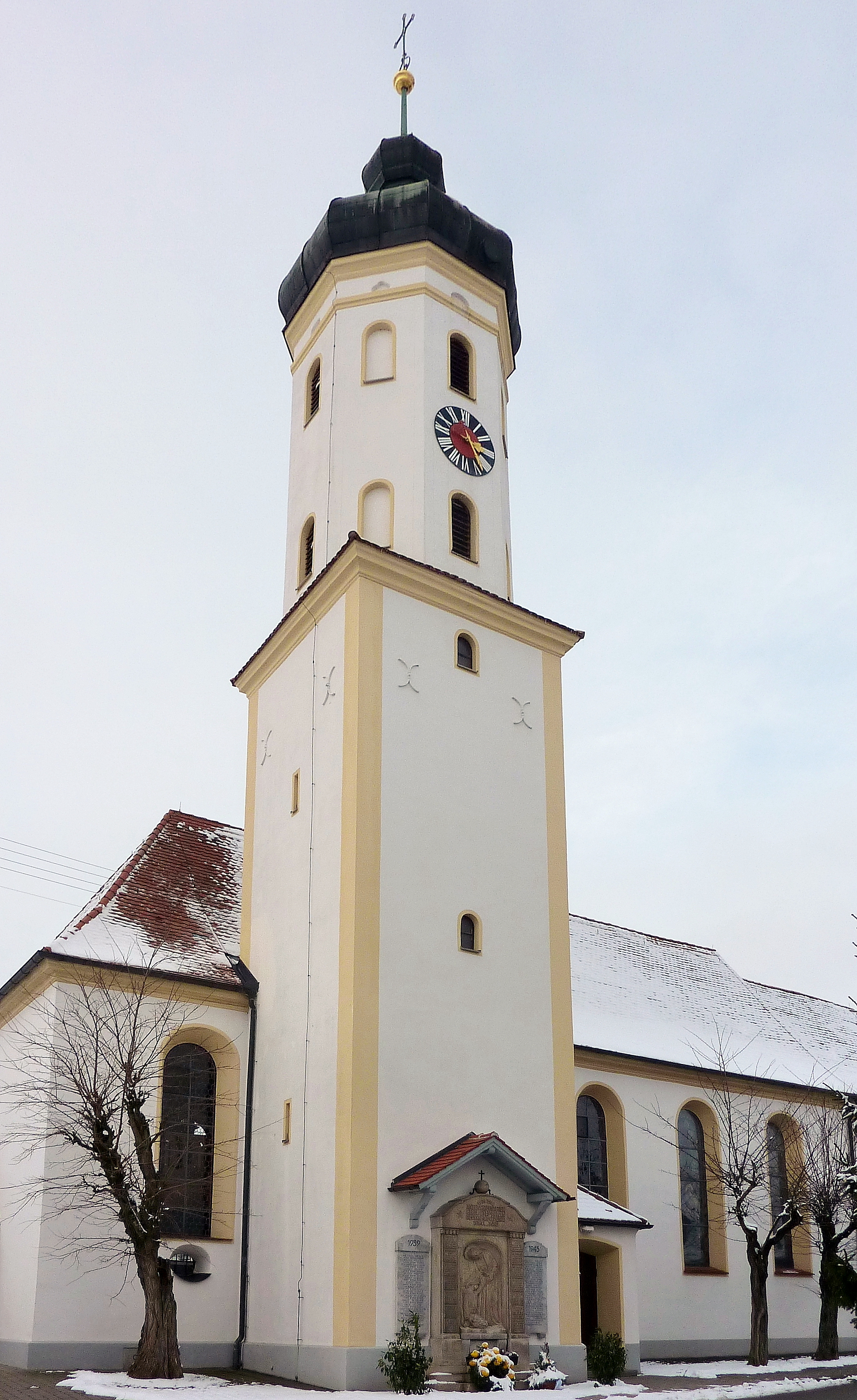
Pfarrkirche Mariä Himmelfahrt in Bachhagel

Die katholische Kirche Mariä Himmelfahrt in Bachhagel, einer Gemeinde im bayerischen Landkreis Dillingen an der Donau, ist ein Bau aus dem 17. Jahrhundert. Die Pfarrkirche am Kirchplatz 5 ist ein geschütztes Baudenkmal.

## Geschichte und Architektur
Der im Kern aus dem 15. Jahrhundert stammende Bau wurde nach seinem Einsturz ab 1658 wiederaufgebaut. Im Jahr 1777 wurde der Turm nach Plänen des Höchstädter Stadtbaumeisters Franz Anton Schönherr errichtet. An die flach gedeckte Saalkirche mit eingezogenem, rechteckigem Chor ist eine dreiseitig geschlossene Sakristei angebaut. An der Südseite des Langhauses befindet sich der Turm mit quadratischem Grundriss, oktogonalem Aufbau und einer doppelten Zwiebelhaube.

## Ausstattung
Die Deckenbilder wurden 1906 von Balthasar Lacher geschaffen. Die Altäre wurden um 1850 gefertigt, die Seitenaltarbilder sind von Karl Keller aus dem Jahr 1892.